# 阿田和駅
阿田和駅（あたわえき）は、三重県南牟婁郡御浜町大字阿田和にある、東海旅客鉄道（JR東海）紀勢本線の駅である。

## 歴史
当駅は開設数ヶ月前から紀伊半島内陸部にある紀州鉱山の1つである入鹿鉱山からの鉱石を積み出していた。鉱石は紀和町板屋にあった入鹿鉱山からはるばるこの阿田和まで索道を使用して運び出され、当駅から鉄道で運ばれた。鉱山は1978年（昭和53年）に廃止された。

### 年表
- 1940年（昭和15年）8月8日：鉄道省紀勢西線（現・紀勢本線）新宮駅 - 紀伊木本駅（現・熊野市駅）延伸時に開設[1][2]。
- 1959年（昭和34年）7月15日：線路名称改定。紀勢西線が紀勢本線へ編入、同線の駅となる[1]。
- 1982年（昭和57年）10月1日：貨物取扱廃止[2]。
- 1983年（昭和58年）12月21日：無人駅化[3]。荷物扱い廃止[2]。
- 1987年（昭和62年）4月1日：国鉄分割民営化に伴い、JR東海の駅となる[1][2]。

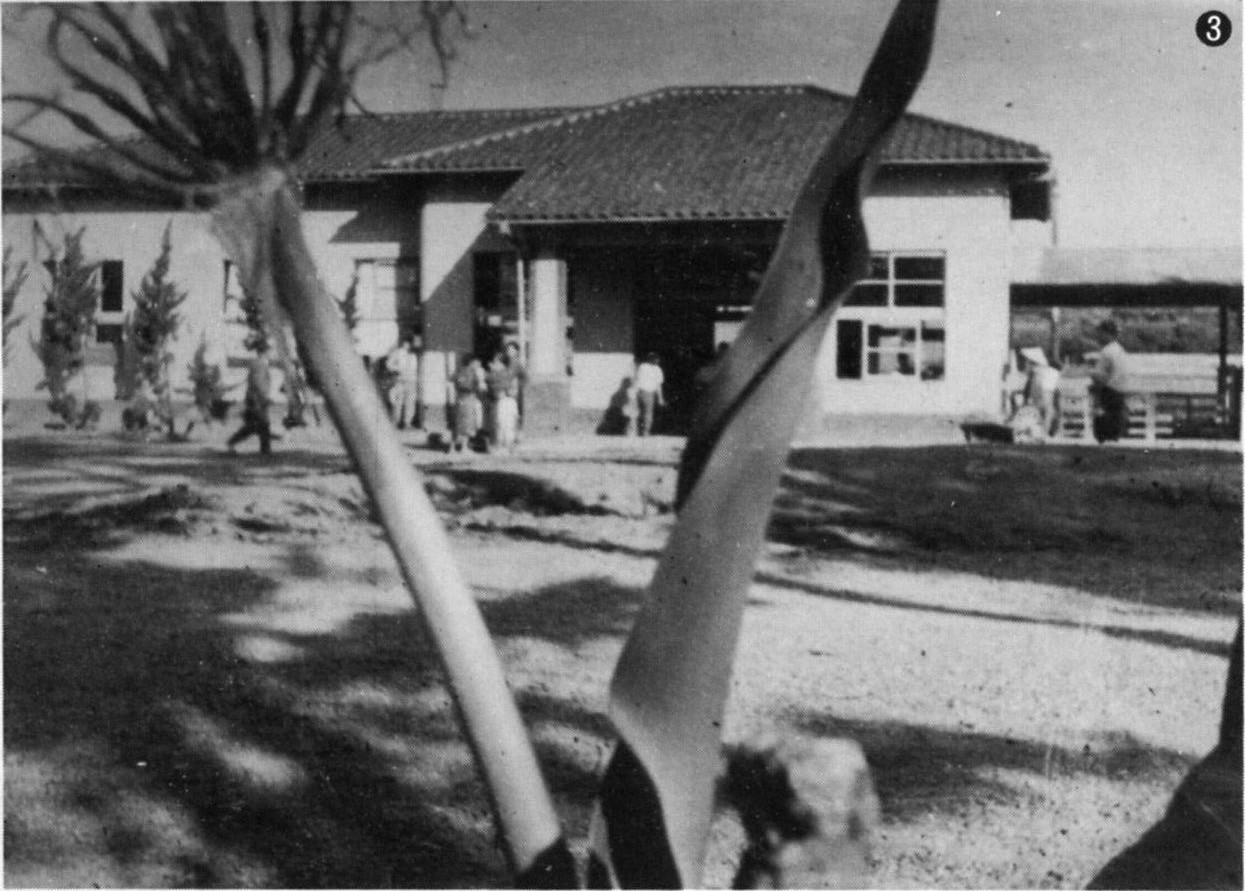
1946年（昭和21年）頃の駅舎

## 駅構造
島式ホーム1面2線と側線2線を有する列車交換可能な地上駅。駅舎は木造平屋で1940年（昭和15年）紀勢西線（当時）開通前の1939年（昭和14年）に完成した（紀勢西線は全通により1959年に紀勢本線に改称）。駅舎とホームは遮断機・警報機付構内踏切で連絡している。
駅舎内部の待合室は周りの駅と比べ、かなり広い。また駅舎内部には出札口及び小荷物台がシャッターが閉まった状態で残っている。
熊野市駅管理の無人駅。自動券売機や乗車駅証明書発行機等は設置されていない。
JR東海は老朽化により駅舎の建て替えを2024年（令和6年）7月に御浜町に伝達し、ホーム屋根や駅舎を撤去して待合所を新設する方針で、2026年までに完成させる方針である。

### のりば
| 番線 | 路線      | 方向 | 行先             |
| ---- | --------- | ---- | ---------------- |
| 1    | ■紀勢本線 | 下り | 新宮方面         |
| 2    | ■紀勢本線 | 上り | 尾鷲・名古屋方面 |

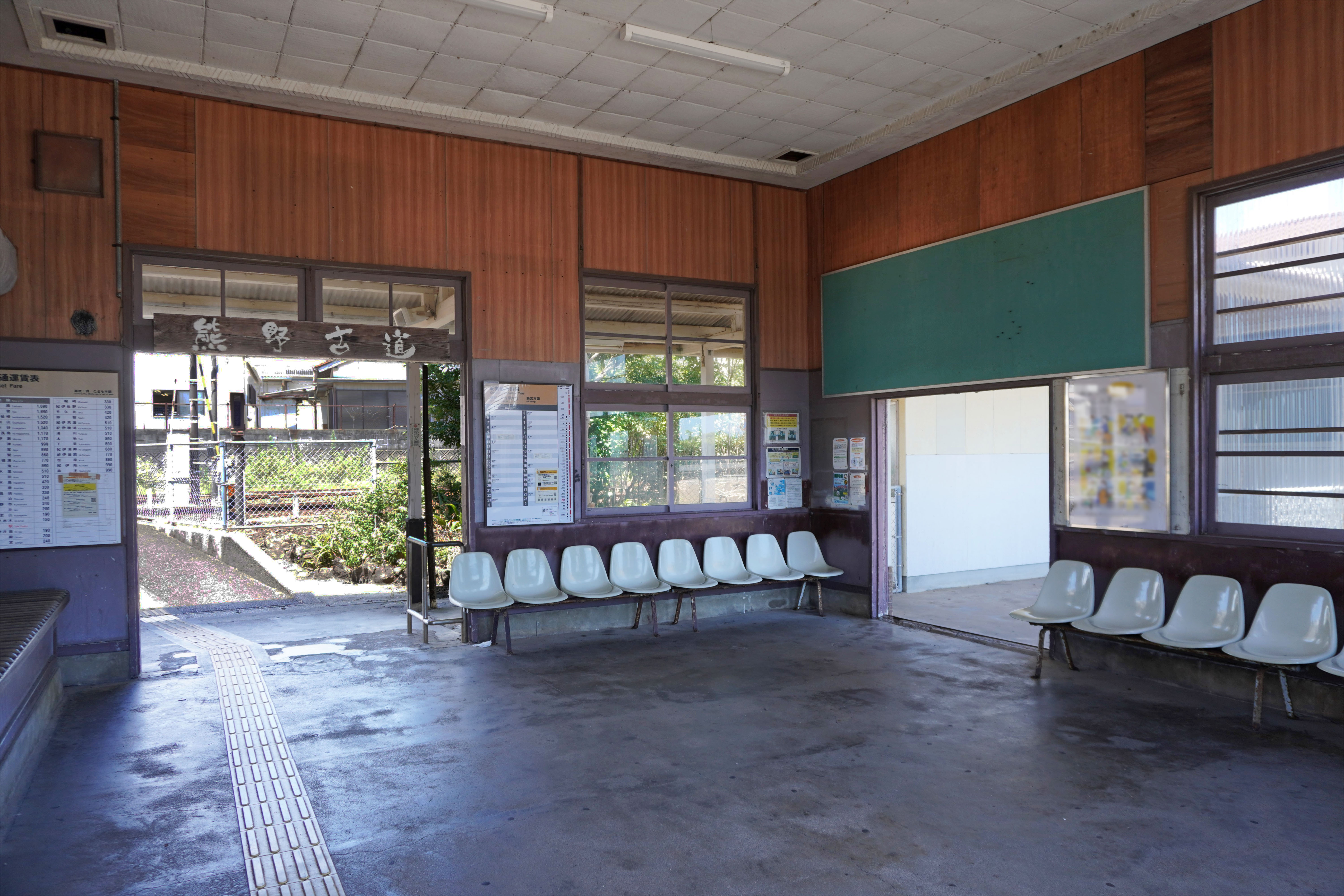
待合室（2023年7月）
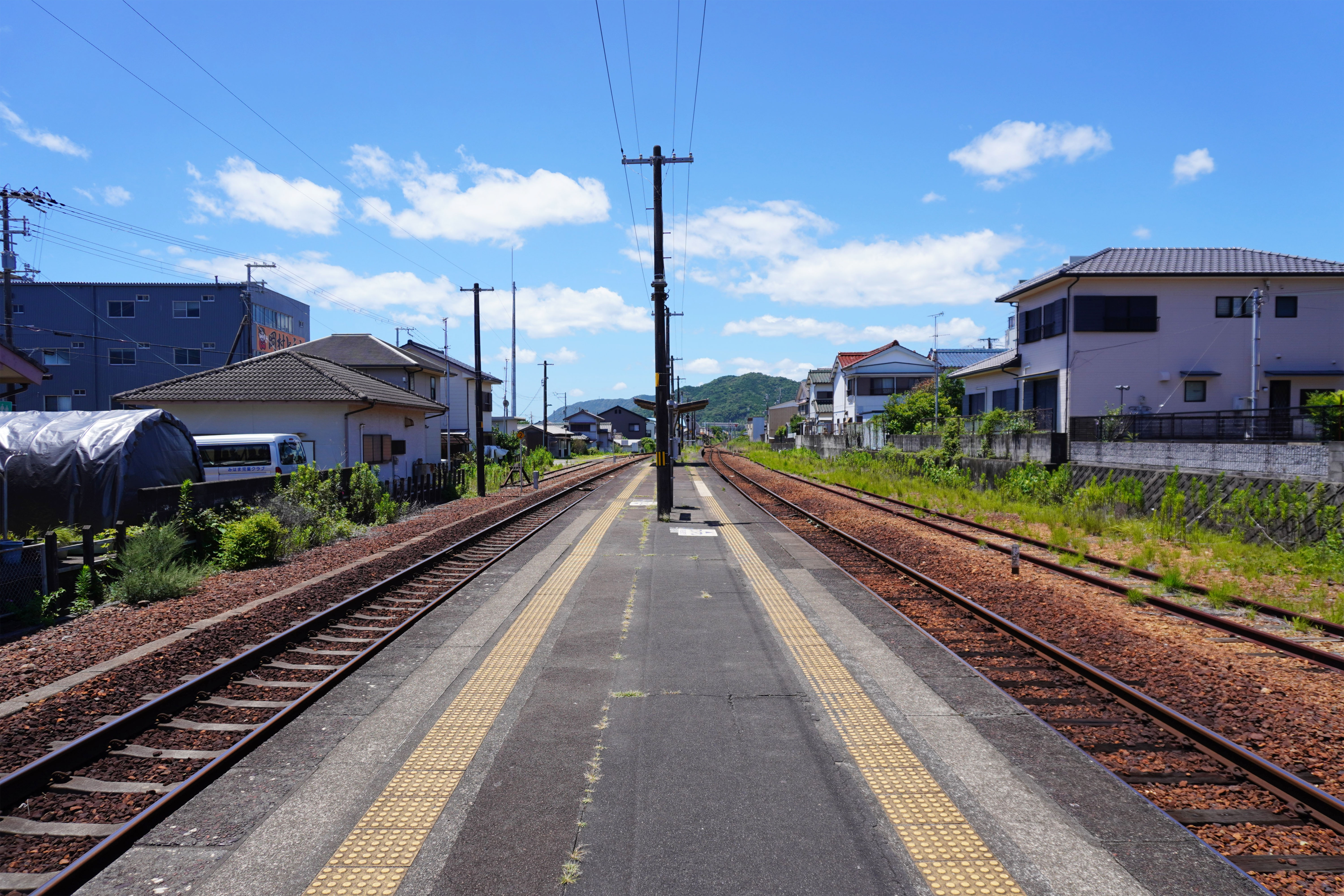
ホーム（2023年7月）
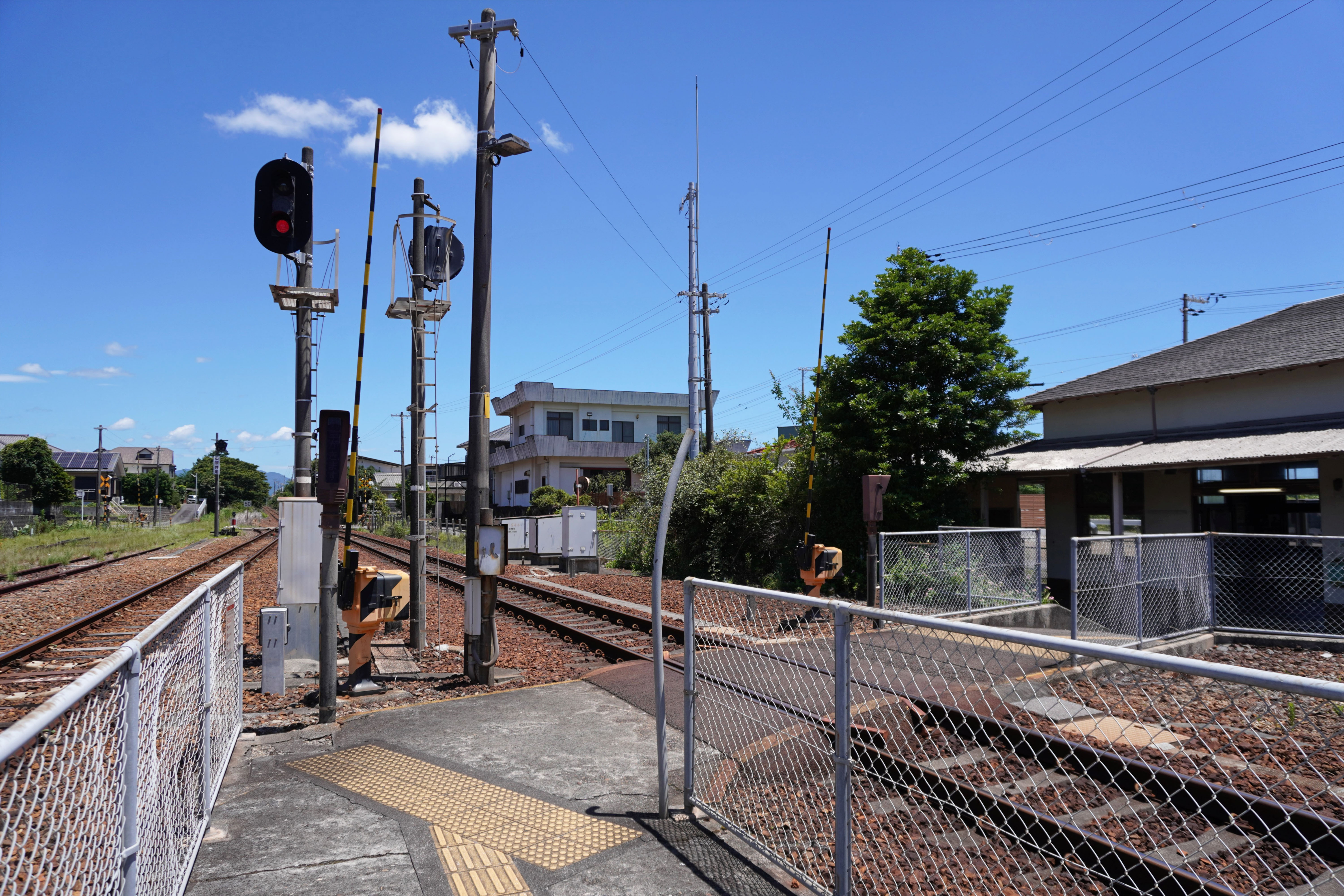
構内踏切（2023年7月）

## 利用状況
「三重県統計書」によると、近年の1日平均乗車人員の推移は以下の通り。
| 年度   | 1日平均 乗車人員 |
| ------ | ---------------- |
| 1998年 | 217              |
| 1999年 | 215              |
| 2000年 | 222              |
| 2001年 | 236              |
| 2002年 | 228              |
| 2003年 | 217              |
| 2004年 | 196              |
| 2005年 | 190              |
| 2006年 | 198              |
| 2007年 | 189              |
| 2008年 | 166              |
| 2009年 | 156              |
| 2010年 | 168              |
| 2011年 | 145              |
| 2012年 | 128              |
| 2013年 | 132              |
| 2014年 | 136              |
| 2015年 | 148              |
| 2016年 | 164              |
| 2017年 | 159              |
| 2018年 | 161              |
| 2019年 | 148              |

## 駅周辺
御浜町中心部に近い。阿田和は熊野古道の浜街道から熊野本宮大社への尾呂志街道が分岐する地点であった。
駅前は整備され歩道橋が張り巡らされている。駅から真直ぐ歩くと直ぐに七里御浜海岸であり、その海岸沿いを国道42号が走っている。駅前には道の駅パーク七里御浜があり、その中にはオークワなどもある。周辺にはこの他商店や御浜町町民サービスセンター等も位置している。また駅前の国道を熊野市方面へ暫く進むと御浜町役場がある。
- 阿田和郵便局
- 三十三銀行 御浜支店
- 新宮信用金庫 御浜支店
- 御浜町役場
- 七里御浜ふれあいパーク
- 引作神社大楠
- 御浜町立阿田和小学校
- 御浜町立阿田和中学校
- 紀宝警察署阿田和駐在所
- 三重県立紀南高等学校
- 紀南病院組合立 紀南病院
- 紀南病院組合立 介護老人福祉施設きなん苑
- 道の駅パーク七里御浜
- 御浜町中央公民館

## バス路線
国道には約60分間隔で熊野市駅と新宮駅とを結ぶ路線バスが運行されており、当駅からは「阿田和駅前」のバス停が近い。
三重交通
路線バス
- 新宮駅前
- 三交南紀
- 大又大久保
- 新町

高速バス
　名古屋南紀高速バス（三重交通が運行）
　　VISON（ヴィソン）・名古屋（名鉄バスセンター）
　南紀東京高速バス（三重交通と西武バスが運行）
　　南紀勝浦発　横浜、新宿、池袋、大宮行
熊野市・御浜町コミュニティバス、 熊野市・御浜町広域バス
- 瀞流荘紀南病院線
  - 紀南病院
  - 平谷
  - 瀞流荘

## 隣の駅
東海旅客鉄道（JR東海）
■紀勢本線
紀伊市木駅 - 阿田和駅 - 紀伊井田駅